# Chairo
Chairo er en traditionel madret blandt aymarafolket, der lever primært i Bolivias højland på Altiplano og i det sydlige Peru og det nordlige Chile.
Chairo er en stuvning, der laves af grøntsager og oksekød. Retten spises varm. 
Som grøntsager i chairo benyttes traditionelt chuño (en slags kartoffelmel fremstillet af dehydrerede kartofler), løg, gulerødder, kartofler, majs og  hvedekerner. I retten kan også anvendes bønner og ærter. Udover grøntsager tilsættes tørret okse- eller fårekød. Retten tilsættes krydderurter som eksempelvis koriander, pebermynte, huacataya, oregano, spidskommen, hvidløg, persille m.v.
Retten er særlig populær i La Paz regionen og er også udbredt i det peruvianske højland. I Cochabamba-regionen anvendes ofte frisk kød (ikke tørret) i retten.
Ordet "chairo" kommer fra aymara og betyder "suppe". Oprindeligt var retten en ret, der ofte blev spist af landarbejdere på Altiplano, der ofte befandt sig langt fra hjemmet. De traditionelle ingredienser har den fordel, at de er langtidsholdbare og nemt kan transporteres langt. Moderne varianter af retten, der spises i byerne er lidt mere sofistikeret og indeholder ofte hvede og gulerødder.

## Eksterne links
- Video om tilberedning af chairo og rettens kulturelle betydning

| Mad og drikke | Spire Denne artikel om mad og drikke er en spire som bør udbygges. Du er velkommen til at hjælpe Wikipedia ved at udvide den. |